# Sinosuthora
Sinosuthora — род птиц семейства суторовых отряда воробьинообразных. В состав рода включали шесть видов, встречающихся от Дальнего Востока России и дальше к югу через Корею через Китай до северного Вьетнама и северной Бирмы:
- Очковая сутора (Sinosuthora conspicillatus)
- Бурокрылая сутора (Sinosuthora brunneus)
- Пепельногорлая сутора (Sinosuthora alphonsianus)
- Бурая сутора (Sinosuthora webbiana)
- Тёмная сутора (Sinosuthora zappeyi)
- Сутора Пржевальского (Sinosuthora przewalskii)

Обособление рода Sinosuthora было проведено австралийскими орнитологами Джоном Пенхаллуриком (1946-2014) и Крейгом Р. Робсоном в 2009 году.
Приведённый ими диагноз рода следующий: мелкие представители семейства длиной тела 11–15 см, с относительно простой окраской. Крылья коричневые или рыжевато-каштановые. У всех видов отсутствуют выраженные боковые полоски на темени. Типовой вид: Sinosuthora conspicillatus (A. David, 1871).

Ранее все суторы были включены в род Paradoxornis. Эта точка зрения восходит к работе Делакура 1946 года, который включал в род Paradoxornis всех сутор за исключением только Conostoma aemodium и Panurus biarmicus. По мнению Джона Пенхаллурика и Крейга Р. Робсона столь радикальное объединение было плохо обосновано. Делакур писал: 
Обширный род Paradoxornis (Suthora, Psittiparus, Neosuthora и Cholornis являются его синонимами) включает очень изменчивые формы, клюв которых сильно варьирует по высоте и мощи. Случай P. paradoxus из Ганьсу очень необычен; но эта птица почти идентична P. unicolor из Гималаев и Юньнани, но у которой отсутствует коготь на одном пальце; это, несомненно, очень близкие формы, почти конспецифичные. Мелкие виды, такие как P. fulvifrons, P. nipalensis, P. verreauxi, напоминают длиннохвостых синиц (Aegithalos) и, вероятно, представляют собой переходную форму между синицами и тимелями.
Это описание Делакура было сочтено Пенхаллуриком и Робсоном очень слабым диагнозом, лишённым каких-либо объединяющих признаков. При этом исследования ДНК показали, что этот род парафилетичен относительно более крупных сутор и американского вида Chamaea fasciata. Поэтому австралийские орнитологи предложили восстановить более дробное деление Paradoxornis на несколько родов, которого в прошлом придерживались многие авторитетные специалисты такие, как Шарп, Хартерт, Штейнбахер и Бейкер. Род Paradoxornis был разделён на несколько более мелких родов, включая новый род Sinosuthora. 
Выделение этого таксона в статусе рода Sinosuthora поддерживают ряд авторитетных изданий и баз данных.
На кладограмме, показывающие взаимоотношения между родами семейства Paradoxornithidae, род Sinosuthora оказывается сестринским по отношению к Chleuasicus, а их общая клада противостоит кладе собственно рода Suthora с родом Neosuthora. Эта клада построена по результатам молекулярно-филогенетических исследований Тяньлуна Цая с сотрудниками. 
Международный союз орнитологов (МСО) и Клементс с соавторами Clements et al., а также BirdLife International включили всех представителей Sinosuthora в род Suthora расширенного состава.